# Kill the Lights (álbum)
Kill the Lights é o quinto álbum de estúdio do cantor norte-americano Luke Bryan, lançado a 7 de agosto de 2015 através da Capitol Nashville. O disco estreou na primeira posição da tabela musical Billboard 200, com 345 mil unidades vendidas na semana de estreia.

## Desempenho nas tabelas musicais

### Posições
| Tabela musical (2015)                     | Melhor posição |
| ----------------------------------------- | -------------- |
| Austrália - ARIA Albums Chart             | 4              |
| Canadá - Canadian Albums                  | 1              |
| Estados Unidos - Billboard 200            | 1              |
| Estados Unidos - Billboard Country Albums | 1              |
| Nova Zelândia - NZ Top 40 Albums          | 32             |
| Reino Unido - UK Albums Chart             | 47             |
| Suíça - Schweizer Hitparade               | 100            |